# Вемблі-Сентрал (станція)
51°33′08″ пн. ш. 0°17′48″ зх. д. / 51.552222° пн. ш. 0.296667° зх. д.

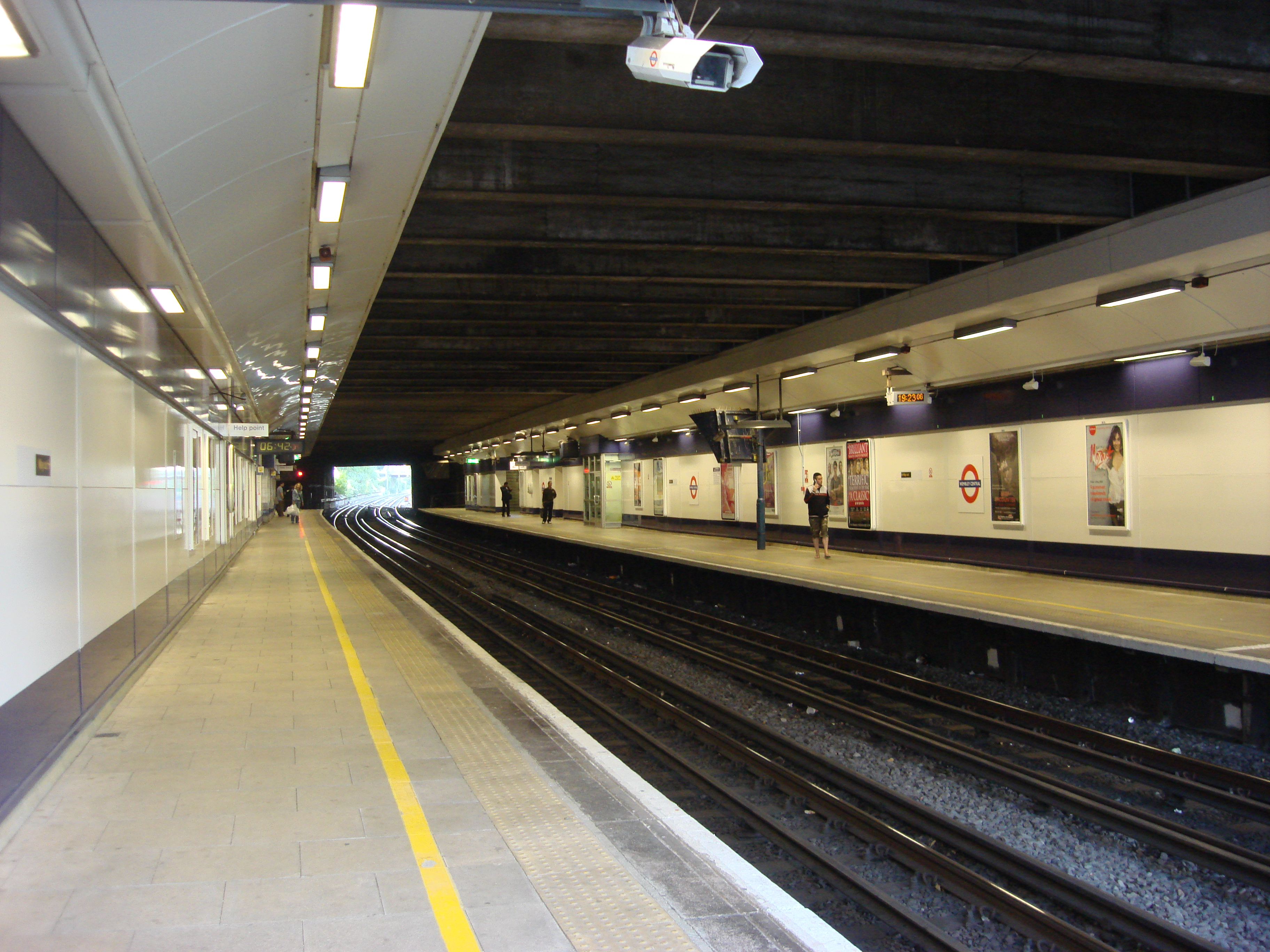
Платформа станції Вемблі-Сентрал

Вемблі-Сентрал (англ. Wembley Central) — станція Лондонського метрополітену лінії Бейкерлоо, London Overground лінії Watford DC line та West Coast Main Line (WCML) розташована у районі Вемблі, у 4-й тарифній зоні. В 2017 році пасажирообіг станції, для National Rail, склав 2.973 млн осіб, для Лондонського метро — 5.93 млн осіб

## Історія
- 1842: відкриття станції у складі London and North Western Railway (LNWR), як Садбері
- 1 травня 1882: станцію перейменовано на "Садбері-енд-Вемблі"
- 1 листопада 1910: станцію перейменовано на "Садбері-фор-Вемблі", відкриття трафіку London Overground.
- 16 квітня 1917: відкриття трафіку на лінії Бейкерлоо
- 5 липня 1948: станцію перейменовано на "Вемблі-Сентрал".

## Пересадки
- на автобуси London Buses маршрутів 18, 79, 83, 92, 182, 204, 223, 224, 297, 483, H17 та нічного маршруту N18, N83.
- на метростанцію Садбері-таун